# Élections en Bulgarie
Les élections en Bulgarie permettent d'élire au niveau national le président et le vice-président de la République, les membres de Assemblée nationale, au niveau européen les députés de la Bulgarie au Parlement européen et enfin les maires au niveau municipal.

## Système électoral

### Élection présidentielle
Le président de la République de Bulgarie est élu au scrutin uninominal majoritaire à deux tours.

### Élections législatives
L'Assemblée nationale (en bulgare : Народното събрание) est élue pour un mandat de quatre ans et se compose de 240 députés élus selon un mode de scrutin mixte dans 31 circonscriptions électorales correspondant aux vingt-huit districts Bulgares (oblasti), auxquels se rajoutent une circonscription pour la ville de Plovdiv et deux pour la ville de Sofia. Depuis les élections de 1991 à la suite du rétablissement de la démocratie, l'ensemble des 240 sièges sont pourvus au Scrutin proportionnel plurinominal au plus fort reste de Hare avec le même seuil de 4 %, à l'exception des élections en 2009.
Lors des celles-ci, 31 sièges sont pourvus au scrutin majoritaire à un tour dans chacune des circonscriptions, et les 209 sièges restants le sont au scrutin proportionnel plurinominal au plus fort reste de Hare entre les listes de candidats ayant remporté au moins 4 % des suffrages exprimés au niveau national.
Lors du référendum de 2016, les Bulgares se sont prononcés sur plusieurs propositions dont l'élection des membres du Parlement par un scrutin uninominal majoritaire à deux tours. Malgré un résultat favorable à plus de 70 %, la proposition a été déclarée légalement non contraignante, le quorum n'ayant pas été atteint. Le seuil de 20 % de participation ayant néanmoins été dépassé, le parlement bulgare doit être amené à se prononcer sur ce changement de mode de scrutin.